# Ignác Mihályi

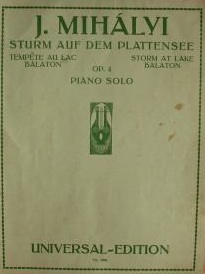
Titelblatt der Ausgabe von Ignác Mihályis opus magnum Sturm auf dem Plattensee op. 4 (erschienen bei Universal Edition)

Ignác Mihályi [ˈiɡnaːts ˈmihaːji] (* 24. November 1843 in Kalocsa; † 10. März 1886 ebenda) war ein ungarischer Komponist. 
Er komponierte verschiedene Salonstücke für Klavier.
Sein bekanntestes Werk „Sturm auf dem Plattensee“ op. 4 (ungar. A Balaton háborgása) ist der Kern einer Anekdote:

## Anekdote: Winde über dem Plattensee
Gräfin Anastasia war eine leidenschaftliche Pianistin, die ihr Können gerne in Gesellschaften zeigte. Während eines Festes geriet sie jedoch in eine peinliche Situation, weil sie – aufgrund übermäßigen Verzehrs gastreibender Nahrungsmittel – den Wind nicht zurückhalten konnte.
Damit das Geräusch des Druckablasses übertönt werden könnte, setzte sie sich kurzerhand ans Klavier und gab das Stück Sturm auf dem Plattensee von Ignác Mihályi zum besten. 
An der lautesten Stelle ließ sie einen fahren, niemand hörte etwas. Das Konzert war ein großer Erfolg, Beifall und Klatschen, doch wunderten sich die Anwesenden über den bestialischen Geruch, der danach im Raume hing.
Nachdem man die Fenster geöffnet hatte, konnte die Feier fortgesetzt werden. Dummerweise stellten sich bei Gräfin Anastasia nach einer halben Stunde dieselben Symptome ein, so dass sie sich wieder ans Klavier setzte und das rauschende Werk erneut spielte – für diejenigen, die beim ersten Mal verspätet waren und nicht hatten zuhören können.
Wieder ging alles glatt, niemand schien etwas bemerkt zu haben, nur der unangenehme Geruch lag wieder in der Luft.
Als dann nach einer weiteren halben Stunde die Gräfin Anstalten machte, sich abermals ans Klavier zu setzen, ergriff Graf Gyula Andrássy, ein enger Vertrauter der Kaiserin Sisi, das Wort:
„Gräfin Anastasia, Sie haben uns diesen Abend schon zweimal mit ihrem wunderbaren Klavierspiel eine große Freude bereitet. Spielen Sie doch das Stück ‚Sturm auf dem Plattensee‘ noch einmal. Aber diese laute Stelle in der Komposition, wo der Blitz in die Latrine schlägt, lassen Sie bitte diesmal aus.“
| Personendaten    | Personendaten         |
| ---------------- | --------------------- |
| NAME             | Mihályi, Ignác        |
| KURZBESCHREIBUNG | ungarischer Komponist |
| GEBURTSDATUM     | 24. November 1843     |
| GEBURTSORT       | Kalocsa               |
| STERBEDATUM      | 10. März 1886         |
| STERBEORT        | Kalocsa               |